# Rychtal (gmina)
Rychtal – gmina miejsko-wiejska w województwie wielkopolskim, w powiecie kępińskim, najdalej na południe wysunięta gmina województwa. W latach 1975–1998 gmina położona była w województwie kaliskim.
Siedziba gminy to Rychtal.
Według danych z 30 czerwca 2004 gminę zamieszkiwało 4080 osób. Natomiast według danych z 31 grudnia 2017 roku gminę zamieszkiwały 3843 osoby. Było to 6,8% mieszkańców całego powiatu.
Według danych z 31 grudnia 2019 roku gminę zamieszkiwały 3804 osoby.

## Struktura powierzchni
Według danych z roku 2002 gmina Rychtal ma obszar 96,75 km², w tym:
- użytki rolne: 60%
- użytki leśne: 35%

Gmina stanowi 15,9% powierzchni powiatu.

## Demografia

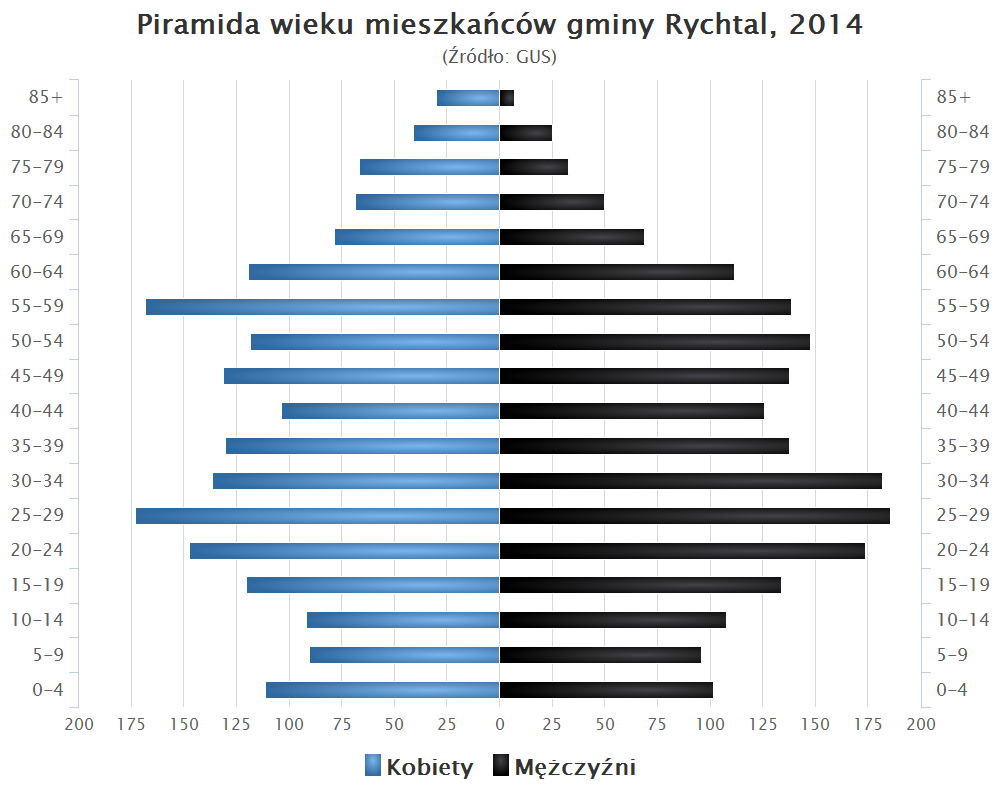
Piramida wieku mieszkańców gminy Rychtal w 2014 roku

Dane z 31 grudnia 2017 roku:
| Opis                              | Ogółem | Ogółem | Kobiety | Kobiety | Mężczyźni | Mężczyźni |
| --------------------------------- | ------ | ------ | ------- | ------- | --------- | --------- |
| jednostka                         | osób   | %      | osób    | %       | osób      | %         |
| populacja                         | 3 843  | 100    | 1 901   | 49,5    | 1 942     | 50,5      |
| gęstość zaludnienia (mieszk./km²) | 40     | 40     | 19      | 19      | 21        | 21        |

## Sołectwa
Darnowiec, Drożki, Krzyżowniki, Proszów, Rychtal, Sadogóra, Skoroszów, Stogniewice, Wielki Buczek, Zgorzelec.

## Pozostałe miejscowości
Dalanów, Dworzyszcze, Mały Buczek, Nowa Wieś Książęca, Remiszówka, Szarlota, Wesoła, Ryniec

## Sąsiednie gminy
Baranów, Bralin, Domaszowice, Namysłów, Perzów, Trzcinica, Wołczyn

## Oświata
- Przedszkole Samorządowe w Rychtalu, Osiedle 600-Lecia 4

- Szkoły podstawowe:
  - Szkoła podstawowa w Drożkach, Drożki 34
  - Szkoła podstawowa im. Ojca Konrada Stolarka w Rychtalu, ul. Kępińska 13
  - Szkoła podstawowa w Wielkim Buczku, Wielki Buczek 6b

## Kościoły
Na terenie gm. Rychtal działalność religijną prowadzą następujące kościoły i związki wyznaniowe:
- Kościół Rzymskokatolicki
  - kościół św. Jana Nepomucena w Drożkach (parafia Nowa Wieś Książęca)
  - parafia Nawiedzenia NMP w Krzyżownikach
  - kościół św. Rocha w Proszowie (parafia Krzyżowniki)
  - parafia Męczeństwa św. Jana Chrzciciela w Rychtalu
  - kościół Świętej Rodziny w Skoroszowie (parafia Krzyżowniki)
  - parafia św. Jana Nepomucena w Wielkim Buczku

W Drożkach zachował się budynek dawnego kościoła ewangelickiego. Obecnie użytkowany jest jako "Dom Ludowy". Kościół ewangelicki w Rychtalu rozebrany został w latach 1955-59. Z pozyskanej cegły wybudowano salę gimnastyczną.